# Об'ємний насос

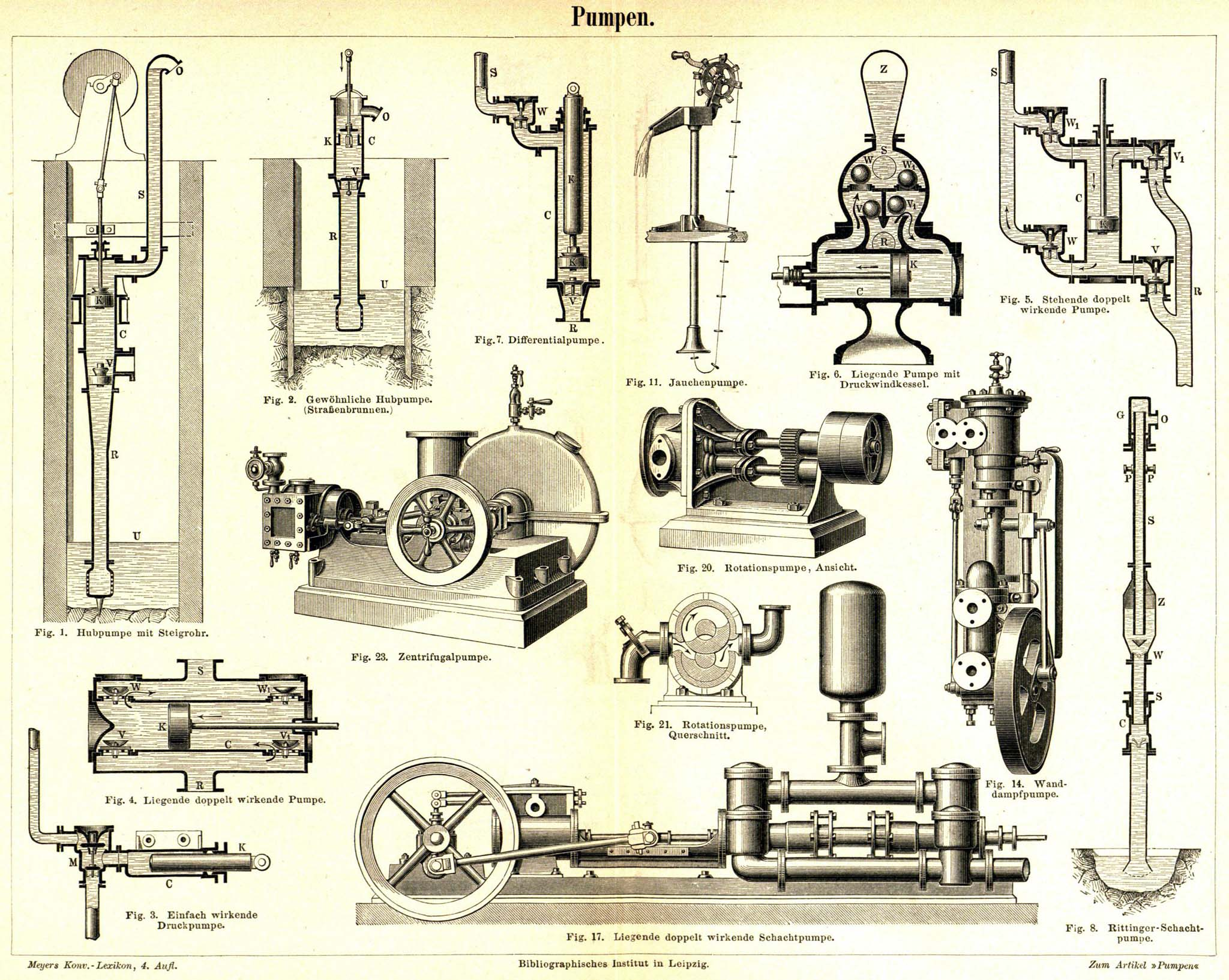
Конструкції об'ємних насосів в Енциклопедичному словнику Й. Меєра (1890)

Насо́с об'є́мний (рос. насос объемный; англ. (positive-) displacement pump, нім. Verdrängerpumpe f) — об'ємна гідромашина, в якій збільшення енергії рідини, що перекачується, здійснюється в замкненому робочому просторі (робочих камерах), об'єм якого поперемінно то збільшується (фаза всмоктування), то зменшується (фаза витіснення).
Перетворення енергії відбувається у процесі витіснення рідини з робочих камер (приймальної та нагнітальної), герметично відокремлених одна від одної. Виходячи з характеру руху витісняючого органу, об'ємні насоси можна підрозділити на зворотно-поступальні (насоси поршневі, насоси плунжерні, насоси діафрагмові) та роторні (насоси шестерінчасті, насоси ґвинтові, насоси аксіально-поршневі, насоси радіально-поршневі, пластинчасті).
Спільні властивості усіх насосів об'ємного типу:
Циклічність робочого процесу і пов'язані з нею порційність і пульсація подачі та тиску. Подача об'ємного насоса здійснюється не рівномірним потоком, а порціями.
Герметичність, тобто постійне відділення напірної гідролінії від всмоктувальної (динамічні насоси герметичності не забезпечують, а є проточними).
Самовсмоктування, тобто здатність об'ємних насосів створювати у всмоктувальній гідролінії вакуум, достатній для підйому рідини вгору у всмоктувальній гідролінії до рівня розташування насоса (дмнамічні насоси не є самовсмоктувальними).
Незалежність тиску, створюваного в напірної гідролінії, від подачі рідини насосом

## Основні характеристики об'ємних насосів
Нижче подано перелік найважливіших характеристик, які слід враховувати при проектуванні та розрахунку гідроприводів.
Робочий об'єм насоса — це об'єм рідини, що витісняється у систему за один оберт вала насоса. Об'ємні насоси виготовляються з постійним і змінним робочим об'ємом. Відповідно до цього з постійним робочим об'ємом насоси називаються нерегульовані за подачею (продуктивністю), а з перемінним — регульовані.
Подача або продуктивність насоса — це об'єм рідини, що подається насосом за одиницю часу:
- теоретична продуктивність насоса, QТ — це розрахунковий об'єм рідини, що витісняється в одиницю часу з порожнини нагнітання насоса;
- дійсна продуктивність насоса, QД зменшується на величину QН через зворотне перетікання рідини в насосі з порожнини нагнітання в порожнину всмоктування і через витікання рідини у зовнішнє середовище. Тому

QД = QТ — QН.
Об'ємний коефіцієнт корисної дії, ηоб.н — коефіцієнт корисної дії, який враховує втрати робочої рідини насосом внаслідок зворотних перетоків і витоків.
ηоб.н = QД / QТ.
Величини тисків у насосі:
- тиск на вході насоса pвх — надлишковий тиск у вхідному перерізі насоса на висоті центра ваги вхідного перерізу;
- тиск на виході насоса pвих — надлишковий тиск у вихідному перерізі насоса на висоті центра ваги вихідного перерізу;
- тиск насоса pН — різниця тисків на виході та вході насоса:

 pН = pвих — pвх.
Напір насоса, Н — різниця питомих енергій при виході з насоса і на вході до нього, виражена у висоті стовпа рідини, що перекачується. Напір насоса пов'язаний з тиском насоса залежністю:
H = p/γ, де γ — питома вага рідини.

## Класифікація
Усі насоси об'ємного типу за принципом роботи можна розділити на дві основні групи, які включають багато різновидів конструкцій:
- осциляційні насоси — об'ємні насоси, у яких періодична зміна (збільшення або зменшення) об'єму робочої камери (камер) здійснюється або внаслідок прямолінійного зворотно-поступального, або зворотно-коливного руху робочих органів. До насосів цієї групи належать такі конструкції:
  - поршневі насоси — насос з робочим органом, що здійснює прямолінійний зворотно-поступальний рух, які у свою чергу бувають:
    - поршневими з однорядним, опозитним та V-подібним компонуванням,
    - аксіально-поршневими,
    - радіально-поршневими,
    - плунжерними,
    - поршневими подвійної дії,
    - поршневими диференціальними,
    - поршневими клапанними,
    - поршневими обертово-золотниковими,
    - поршневими прямоточними,

  - крильчастий насос — насос з ручним приводом, у якого робочий орган здійснює гойдальний (напівобертальний) рух;
  - мембранний (діафрагмовий) насос — насос, у якого робочим органом є мембрана, внаслідок руху якої забезпечується ефект витіснення;
  - сильфонний насос — насос, у якого робочим органом є сильфон, внаслідок руху якого, тобто зміни його форми, досягається ефект витіснення (подача);
- ротаційні насоси — об'ємні насоси з робочими органами, що здійснюють неперервний обертальний рух, утворюючи цим робочі камери, об'єм яких періодично то збільшується в зоні низького тиску (фаза всмоктування), то зменшується в зоні високого тиску (фаза витіснення). До насосів цієї групи належать:
  - шестеренний насос — насос об'ємного типу, що складається з пари зубчастих коліс, розміщених у герметичному корпусі, що має порожнину всмоктування і нагнітання, а робочі камери утворені профілями впадин зубів, поверхнями розточок корпуса і бокових кришок;
  - гвинтовий насос — об'ємний насос з робочими ланками у вигляді гвинтів, що обертаються в нерухомій обоймі;
  - ротаційно-поршневий насос — ротаційний насос об'ємного типу, нагнітання у якому здійснюється завдяки синхронізованому обертанню двох поршневих (кулачкових) роторів (витискачів) у спеціально спрофільованому корпусі;
  - ексцентрично-шнековий насос (героторний) — насос, робочим органом якого є героторна пара;
  - шнековий насос — насос у вигляді валу-гвинта (шнека), встановленого у трубі;
  - шиберний (шиберно-статорний) насос — ротаційний насос, в якому робочим органом є шибери (шиберні пластини);
  - шиберно-роторний насос (роторно-пластинчастий) — ротаційний об'ємний насос, витискачами у якому є дві або більше пластин, розташованих у роторі радіально;
  - шланговий (перистальтичний) насос — основними робочими елементами якого є шланг з гнучкого матеріалу (гума, пластмаса) та ролики, які набігають на нього й обтискують;
  - шиберно-еластичний насос насос, у якому ротор з пластинами з еластичного матеріалу, які жорстко зв'язані з маточиною колеса;
  - гелікоїдно-шиберний насос — насос з гелікоїдним корпусом, в якому обертається вал, що має спільну з ним вісь. Ковзна пластина (пластини), що виконує функцію шибера, переміщується по валу і утворює разом з внутрішньою гвинтовою поверхнею корпуса рухому в осьовому напрямку робочу камеру (камери);
  - рідинно-кільцевий насос — насос, у якого кільце рідини, що обертається ексцентрично, спричиняє збільшення і зменшення об'єму робочих камер, утворених радіальними пластинами та поверхнею рідини, за рахунок зміни глибини занурення пластин у рідину.